# Praia de Campina
Vista da praia de campina.
A Praia de Campina é uma praia
 brasileira, localizada na cidade de Rio Tinto no estado da Paraíba. A praia se destaca por possuir dunas de areia branca que tornam um espetáculo de vista panorâmica incomparável; possui falésias que se encontram no trecho sul da Praia. Quando a maré fica baixa, o mar fica excelente para tomar banho, com águas calmas; e quando a maré está alta é ideal para a prática do surf. Na praia é possível encontrar grande presença de coqueirais nas dunas das lagoas
| Oceano Atlântico                           |                               |                                             |
| precedida por: Lagoa de Praia ( Rio Tinto) | Praia de Campina ( Rio Tinto) | sucedida por: Praia do Oiteiro ( Rio Tinto) |